# Galumna hammerae
Galumna hammerae är en kvalsterart som beskrevs av P. Balogh 1985. Galumna hammerae ingår i släktet Galumna och familjen Galumnidae. Inga underarter finns listade i Catalogue of Life.